# Tierra de esperanza
Tierra de esperanza é uma telenovela mexicana produzida por José Alberto Castro para a TelevisaUnivision e exibida pelo Las Estrellas de 12 de junho a 1 de setembro de 2023, substituindo El amor invencible e sendo substituída por Gloria Trevi: Ellas soy yo.
É um remake da telenovela colombiana La Tormenta de 2005, original de Humberto Olivieri.
É protagonizada por Carolina Miranda e Andrés Palacios e antagonizada por Luis Roberto Guzmán, Martha Julia, Carmen Becerra, León Peraza e Sergio Goyri e com atuações estelares de Mariana Seoane, Sofía Castro, Natalia Esperón, Daniel Tovar e Mimi Morales e com os primeiros atores Nuria Bages, Alejandro Tommasi e Luz María Aguilar.

## Enredo
María Teresa (Carolina Miranda), uma atraente empresária que, após a prisão de seu pai, tem que assumir o controle da fazenda que sua mãe lhe deixou, onde conhece Santos (Andrés Palacios), o capataz da fazenda, um homem selvagem e indomável com o qual ele irá colidir constantemente.
María Teresa não imaginará que de seus frequentes conflitos com Santos nascerá um amor tão poderoso que transforma completamente María Teresa e doma o coração de Santos.

## Elenco
- Carolina Miranda - María Teresa Arteaga
- Andrés Palacios - Santos Sandoval Soler
- Luis Roberto Guzmán - Marco Rivas
- Mariana Seoane - Bernarda Rangel
- Sofía Castro - Valentina Rangel / Valentina Arteaga Rangel
- Martha Julia - Adriana Espinoza / Violeta
- Nuria Bages - Remedios Soler
- Natalia Esperón - Norma Jurado de Ferrer
- Daniel Tovar - Crisóforo "Cris" García
- Alejandro Tommasi - Esteban Arteaga Portillo
- Luz María Aguilar - Natividad "Nany" Páramo
- Carmen Becerra - Irasema Huerta / Celeste
- Mimi Morales - Camila Díaz
- Israel Islas - El Chacal
- Erika García - Genoveva "Geno" Mendoza
- Clarisa González - Regina Rangel
- Hildeberto Maya - Martín Trejo
- Nicolás Krinis - Cuenca
- Luis Gerardo León - Grimaldi
- Iván Ochoa - Pedro
- León Peraza - Aldo Cisneros
- Pedro Baldo - Clemente Ferrer Jurado
- Sergio Goyri  - Rutilio Ferrer
- Emiré Arellano - Trinidad "Trini"
- Alan Del Castillo - Agente
- Francisco Avendaño - Víctor
- Luciano Vittori - Héctor
- Marco Zetina - Jerónimo Rivas
- Marigel Reyes

## Produção
Em janeiro de 2023, foi noticiado que José Alberto Castro havia iniciado a pré-produção de sua próxima novela, que seria uma nova versão da telenovela colombiana La Tormenta, que já havia ganhado uma versão pela Televisa em 2013, intitulado La tempestad, sob a produção de Salvador Mejía Alejandre. Em 7 de março de 2023, Carolina Miranda e Andrés Palacios foram anunciados nos papéis principais, com o título provisório da novela sendo La campirana. As filmagens começaram em 13 de março de 2023, em Tlacotalpan, Veracruz. Em 28 de março de 2023, Tierra de esperanza foi anunciado como o título oficial da novela.

## Audiência
| Horário               | # Eps. | Estreia             | Estreia           | Final                 | Final           | Posição | Temporada | Classificação geral |
| Horário               | # Eps. | Data                | Primeiro capítulo | Data                  | Último capítulo | Posição | Temporada | Classificação geral |
| --------------------- | ------ | ------------------- | ----------------- | --------------------- | --------------- | ------- | --------- | ------------------- |
| Segunda – Sexta 21h30 | 60     | 12 de junho de 2023 | 3.4*              | 1 de setembro de 2023 | 3.6**           | #1      | 2023      | 3.1                 |

* Teve um alcance de 6.7 milhões de espectadores.
** Teve um alcance de 7.3 milhões de espectadores.